# Sehmatal
Sehmatal ist eine Gemeinde im Erzgebirgskreis in Sachsen und „staatlich anerkannter Erholungsort“. Sehmatal entstand am 1. Januar 1999 durch den Zusammenschluss der Orte Neudorf, Cranzahl und Sehma.

## Geografie

### Lage
Die drei als Waldhufendörfer entstandenen Ortsteile befinden sich entlang der Sehma in einer Nord-Süd-Richtung. Am nördlichsten liegt Sehma, dann Cranzahl und am südlichsten Neudorf (mit dem Ort Kretscham-Rothensehma). Höchste Erhebungen sind der Bärenstein und der Kuhbrückenberg, beide mit einer Höhe von 898 m ü. NN.

### Nachbargemeinden
Im Norden grenzt Sehmatal an Annaberg-Buchholz, im Osten an Königswalde und Bärenstein, im Süden an Oberwiesenthal und im Westen an Crottendorf.

## Politik
- FWBF: 7
- CDU: 4
- AfD: 5

### Gemeinderat

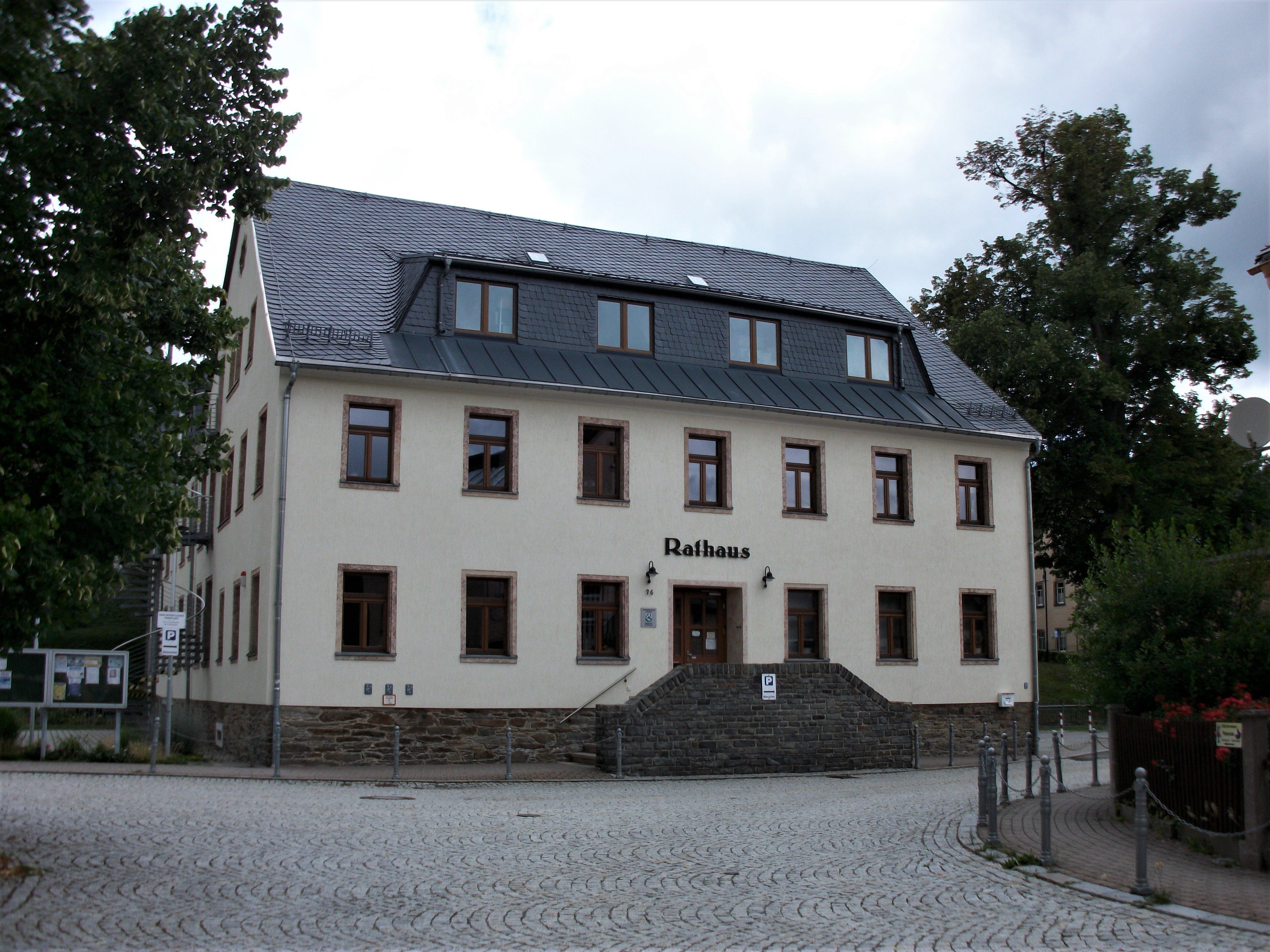
Rathaus Sehmatal in Cranzahl

Seit der Gemeinderatswahl am 9. Juni 2024 verteilen sich die 16 Sitze des Gemeinderates folgendermaßen auf die einzelnen Gruppierungen:
- CDU: 4 Sitze
- Freie Wähler Bürgerforum e. V. (FWBF): 7 Sitze
- Alternative für Deutschland: 5 Sitze

| Liste                                     | 2024   | 2024   | 2019   | 2019   | 2014   | 2014   |
| Liste                                     | Sitze  | in %   | Sitze  | in %   | Sitze  | in %   |
| ----------------------------------------- | ------ | ------ | ------ | ------ | ------ | ------ |
| Freie Wähler Bürgerforum e. V.            | 7      | 45,9   | 9      | 48,7   | 2      | 15,3   |
| AfD                                       | 5      | 29,6   | 2      | 162    | –      | –      |
| CDU                                       | 4      | 22,0   | 5      | 27,5   | 7      | 40,9   |
| Grüne                                     | –      | 2,5    | –      | 3,0    | –      | 1,3    |
| Linke                                     | –      | –      | –      | 4,7    | 1      | 6,7    |
| Freie Wähler – Ortsverband Sehmatal e. V. | –      | –      | –      | –      | 6      | 35,7   |
| Wahlbeteiligung                           | 71,2 % | 71,2 % | 67,1 % | 67,1 % | 53,1 % | 53,1 % |

### Bürgermeister
Im Juli 2013 wurde Andreas Schmiedel zum Nachfolger von Udo Ott gewählt.
Zur turnusmäßigen Wahl am 27. September 2020 trat Schmiedel nicht erneut an. Einziger Kandidat war Sebastian Nestler. Der Kandidat der Freien Wähler wurde mit 98,1 Prozent der abgegebenen Stimmen zum neuen Bürgermeister der Gemeinde Sehmatal gewählt. Zum 1. Januar 2021 erfolgte die Staffelstabübergabe.
| Wahl | Bürgermeister     | Vorschlag | Wahlergebnis (in %) |
| ---- | ----------------- | --------- | ------------------- |
| 2020 | Sebastian Nestler | FWBF      | 62,9                |
| 2013 | Andreas Schmiedel | FWBF      | 51,7                |
| 2006 | Udo Ott           | Ott       | 99,3                |

### Partnerschaften
Partnerschaften bestehen mit den deutschen Gemeinden Sexau und Wyhl in Baden-Württemberg sowie Happurg und Altdorf bei Nürnberg in Bayern. In Tschechien ist Kovářská und in den USA ist Running Springs Partnergemeinde.

## Kultur und Sehenswürdigkeiten

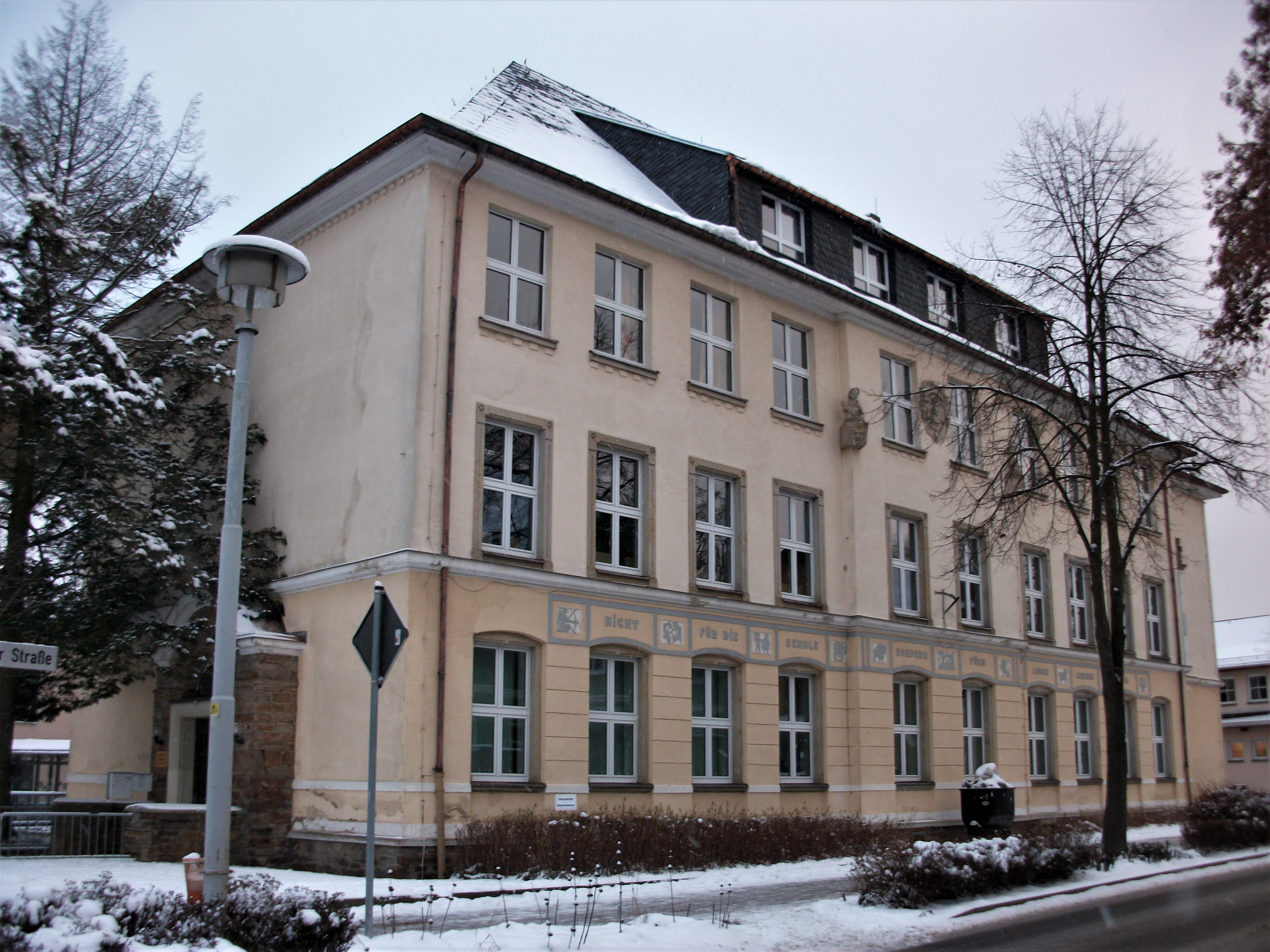
Oberschule Sehmatal in Sehma

### Museen

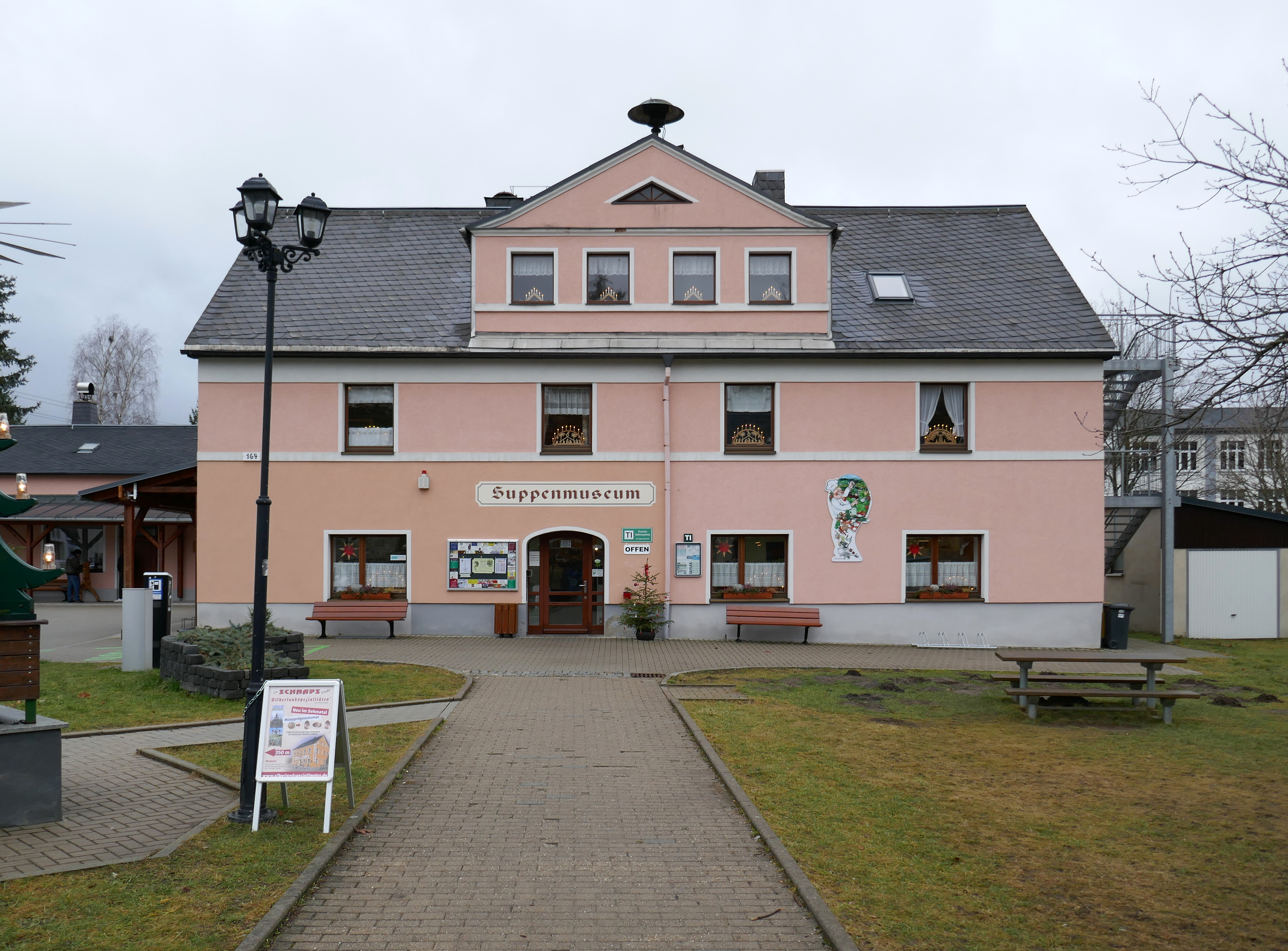
Suppenmuseum Neudorf

Im Ortsteil Neudorf befindet sich das Suppenmuseum.
Im Ortsteil Cranzahl befindet sich das Räuchermannmuseum.

### Sehenswürdigkeiten
Im Ortsteil Neudorf befindet sich die Schauwerkstatt „Zum Weihrichkarzl“ der HUSS Räucherkerzenherstellung.

### Bauwerke
Südöstlich von Cranzahl auf Neudorfer Flur liegt die Talsperre Cranzahl.

### Sport
Im Ortsteil Sehma befindet sich ein Freibad, das im Jahre 2005 saniert wurde. Der Ortsteil Neudorf ist die Heimat von Skilanglauf-Olympiasiegerin Viola Bauer. Jährlich am ersten Samstag im Oktober findet von Neudorf ausgehend der Fichtelberglauf statt. 2006 startete der 9,1 Kilometer lange Berglauf, der einen Höhenunterschied von 500 Metern aufzuweisen hat, zum 20. Mal. Teils bis zu 300 Teilnehmer zählt der Lauf, der an der Spindelfabrik (714 Meter ü. NN) gestartet wird und auf dem Plateau des Fichtelbergs (1215 Meter ü. NN) endet, regelmäßig. Streckenrekordhalter ist Skilangläufer Lukáš Bauer aus Tschechien. Bei der 18. Auflage im Jahr 2004 benötigte er 36 Minuten und 6 Sekunden.
Im Ortsteil Cranzahl kegelten die Damen des KSV Blau-Weiß Lumpen 1896 Cranzahl in der 1. beziehungsweise Bundesliga. Vor der Saison 2017/2018 wechselte ein Großteil der Mannschaft nach vereinsinternen Differenzen zum SKV Stollberg.
Die Fußballvereine im Sehmatal sind der FC Sehmatal (Zum 1. Juli 2002 gebildeter Zusammenschluss der Vereine FSV Sehma und FC Cranzahl) sowie der SV Neudorf. Cranzahl und Sehma verfügen über einen Rasen-, Neudorf über einen Kunstrasenplatz.

## Wirtschaft und Infrastruktur
Sehma und das Sehmatal war zu DDR-Zeiten ein wichtiger Produktionsstandort der Textilindustrie. In Sehma stand eine der größten Garnveredlungen der DDR mit ca. 800 Mitarbeitern. Im heutigen Ortsteil Neudorf gab es ebenfalls eine große Fabrik, die Spinnereimaschinen herstellte. Von dem damaligen „Glanz“ der Textilindustrie ist nicht mehr viel übrig geblieben. In der Fabrik der ehemaligen „Garnveredlung Sehma“ ist heute ein kabelherstellendes Unternehmen untergebracht, das ca. 200 Mitarbeiter beschäftigt. Den Spinnereimaschinenbau aus Neudorf gibt es heute noch, aber auch nur noch mit verminderter Belegschaft. Dennoch zählt die Spindelfabrik Neudorf GmbH ebenso wie der Neudorfer Produktionsstandort der Mennekes-Gruppe, die Schröder+Heidler GmbH und die Huss Maschinenbau GmbH zu den größten Arbeitgebern, teils 100 oder mehr Beschäftigte, im Ort.
Überregional bekannt ist der Ortsteil Neudorf durch die Räucherkerzenherstellung der Familie Huß.
Bis 2022 war nur der Gemeindeteil Neudorf, seit 2023 der gesamte Ort Sehmatal „staatlich anerkannter Erholungsort in Sachsen“.

### Verkehr

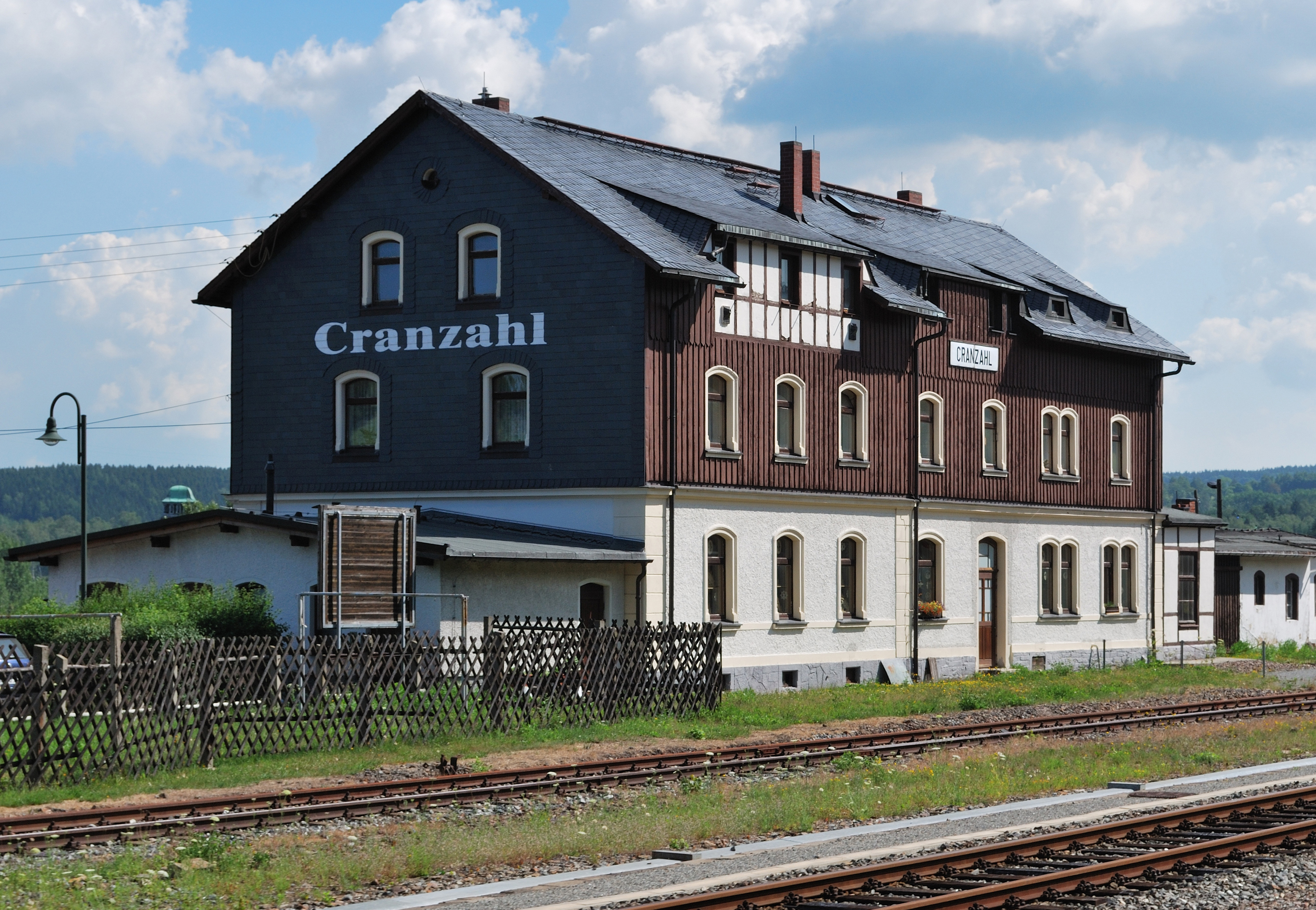
Bahnhof Cranzahl

Sehmatal liegt an der Bahnstrecke Vejprty–Annaberg-Buchholz unt Bf und ist mit dem Haltepunkt Sehma und Bahnhof Cranzahl an das Streckennetz der DB Erzgebirgsbahn angeschlossen. In Cranzahl zweigt die Schmalspurbahn Fichtelbergbahn nach Oberwiesenthal ab. Beide Bahnlinien verlaufen im Sehmatal.
Durch das Gemeindegebiet führt keine Bundesstraße. Die Anbindung ans Straßennetz erfolgt über die durch die Ortsteile führende Staatsstraße 266 sowie Kreisstraßen.

## Persönlichkeiten

### Söhne und Töchter der Gemeinde
- Benjamin Metzler (1650–1686), Tuchhändler und Begründer des Bankhauses B. Metzler seel. Sohn & Co. KGaA
- Carl Gotthilf Nestler (1789–1864), erzgebirgischer Hammerherr und Unternehmer (Nestler & Breitfeld)
- Friedrich Richard Küttner (1847–1929), Textilfabrikant
- Hugo Küttner (1879–1945), Kunstseideproduzent
- Max Dietze (1897–1940), Kommunalpolitiker (NSDAP)
- Fritz Gerstenberger (1898–1970), erzgebirgischer Mundartdichter
- Fritz Voigt (1910–1993), Verkehrswissenschaftler
- Gerhard Hönicke (1930–1984), Leichtathlet
- Heinz Nestler (* 1938), nordischer Skitrainer

### Personen mit Bezug zum Ort
- William Hering (1812–1897), evangelischer Pfarrer und Politiker, MdL
- Willy Kaltofen (1918–2012), Musiker und Komponist
- Gaby Nestler (* 1967), Skilangläuferin
- Alexander Bau (* 1970), Rennrodler
- Viola Bauer (* 1976), Skilangläuferin
- Lutz Geißler (* 1984), deutscher „Brotpapst“